# Södra Ursjön
Södra Ursjön är en sjö i Härjedalens kommun i Hälsingland och ingår i Ljusnans huvudavrinningsområde. Sjön har en area på 0,447 kvadratkilometer och ligger 348 meter över havet. Sjön avvattnas av vattendraget Våsån.

## Delavrinningsområde
Södra Ursjön ingår i det delavrinningsområde (689582-147862) som SMHI kallar för Utloppet av Södra Ursjön. Medelhöjden är 363 meter över havet och ytan är 4,49 kvadratkilometer. Det finns inga avrinningsområden uppströms utan avrinningsområdet är högsta punkten. Våsån som avvattnar avrinningsområdet har biflödesordning 3, vilket innebär att vattnet flödar genom totalt 3 vattendrag innan det når havet efter 197 kilometer. Avrinningsområdet består mestadels av skog (44 procent) och sankmarker (32 procent). Avrinningsområdet har 0,53 kvadratkilometer vattenytor vilket ger det en sjöprocent på 11,7 procent.